# Ernő Goldfinger
Ernő Goldfinger (11. listopadu 1902 – 15. listopadu 1987, Londýn, Spojené království) byl architekt a interiérový designér narozený v Maďarsku, byl klíčovou osobností architektonické moderny.

## Život
Goldfinger se narodil v Budapešti jako syn židovského podnikatele zabývajícího se lesnictvím a stavbou průmyslových pil. V Maďarsku žil do roku 1919, kdy se po rozpadu Rakousko-uherské monarchie dostala krajina pod kontrolu komunistů. Jeho rodina se odstěhovala do Rakouska. Po roce odešel studovat do Švýcarska a odtud do Paříže, kde v roce 1923 začal studovat na École nationale supérieure des Beaux-Arts. V té době pracoval i v ateliéru Léona Jausselyho. Byl ovlivněn publikací Vers une architecture od Le Corbusiera, přičemž se stal horlivým obdivovatelem jeho bývalého učitele, experta na navrhování železobetonových konstrukcí Auguste Perreta. Toto bylo později inspirací při navrhování vlastního domu.

## Předválečná tvorba
Ještě během studia začal Goldfinger praktikovat s Andráse Szivessym. Společně pracovali na návrzích interiérů a obchodů. V roce 1930 se rozdělili a Goldfinger pokračoval v práci sám s podobnými projekty. Navrhl interiér cestovní kanceláře Central European Express v Paříži a kosmetický salon Helena Rubinstein v Londýně.
V 30. letech se setkal a oženil s Uršulou Blackwellovou a spolu se odstěhovali do Londýna v roce 1934. Před 2. Světovou válkou postavil Goldfinger pouze jeden tříbytový dům (jeho součástí byl i jeho vlastní dům) na Willow Road v Hampsteadu (Severní Londýn) a další v Broxtedu v Essexu. Jeho vlastní dům na Willow Road 2 je dnes součástí národního dědictví.

## Tvorba po 2. světové válce

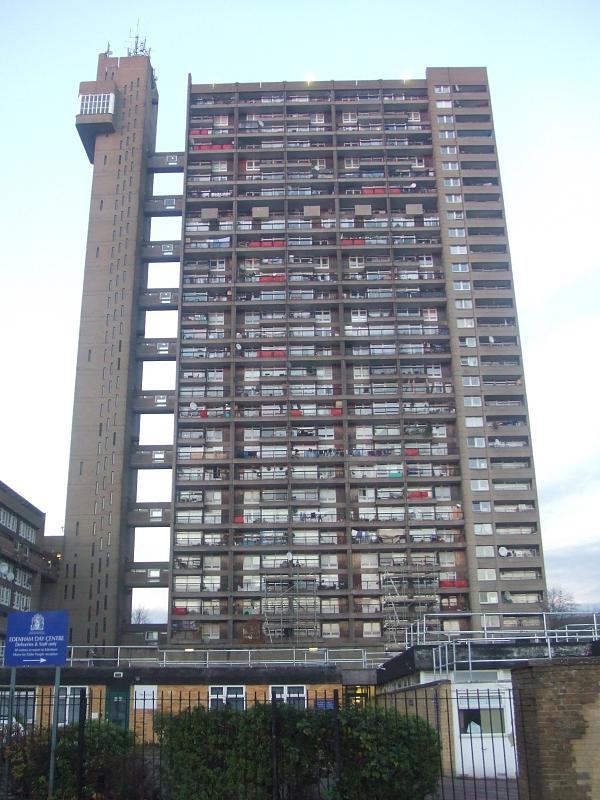
Trellick Tower

Po válce byl Goldfinger pověřen výstavbou nových kanceláří pro noviny Daily Worker (1946). Také postavil budovu Alexandra Fleminga jako sídlo Ministerstva zdravotnictví (1962–67) a divadlo Odeon ve čtvrti Elephant and Castle (1962–67) na jihovýchodě Londýna. V 50. letech navrhl dvě základní školy (Brandehow Rd a Westville Rd) z prefabrikovaného betonu s cihlovou výplní.
Ve snaze vyřešit nedostatek obytných budov, které byly během 2. světové války zničeny, začala Britská vláda uvažovat o výškových budovách jako řešení a Goldfinger se stal předním designérem věžových domů. Mezi jeho nejdůležitější budovy z tohoto období patří Balfron Tower (27patrová budova ve Východním Londýně), přilehlá Carradale House (11. pater) a Glenkerry House (14. pater). Zajímavostí je, že aby Goldfinger zjistil, zda byla jeho práce dostatečně kvalitní a zda se v těchto bytech příjemně žije, nastěhoval se na dva měsíce do jednoho z bytů v Balford Tower. Na základě poznatků ke kterým přišel za ten čas, pak začal navrhovat další, ještě větší budovu – Trellick Tower (31 pater, North Kensington, zač.: 1968 dok.: 1972). Tato budova je světlejší a vzdušnější jako Balford.
Zpočátku byly jeho budovy velmi nepopulární mezi lidmi ale i mezi postmodernistickými architekty. Zajímavostí je, že jeho soused Ian Fleming byl natolik znechucen bytovými domy, které navrhoval, že po něm nazval protivníka Jamese Bonda v knize vydané v roce 1959 (ten byl později i zfilmován). Teprve koncem 20. století začala být Goldfingerova práce ceněná. Trellick Tower se stal něčím jako ikona – objevuje se na tričkách, malbách ale i v textech písní.
V říjnu roku 1971 se stal řádným členem Royal Academy of Arts. Goldfinger zemřel v roce 1987, čtyři dny po 85. narozeninách, a byl zpopelněn v Golders Green Crematorium. Od roku 1999 uděluje Royal Institute of British Architects z části jeho dědictví stipendium Erno Goldfingera.

## Budovy
- Willow Road 1-3, Hampsted, Londýn
- Budova Alexander Fleming, Londýn

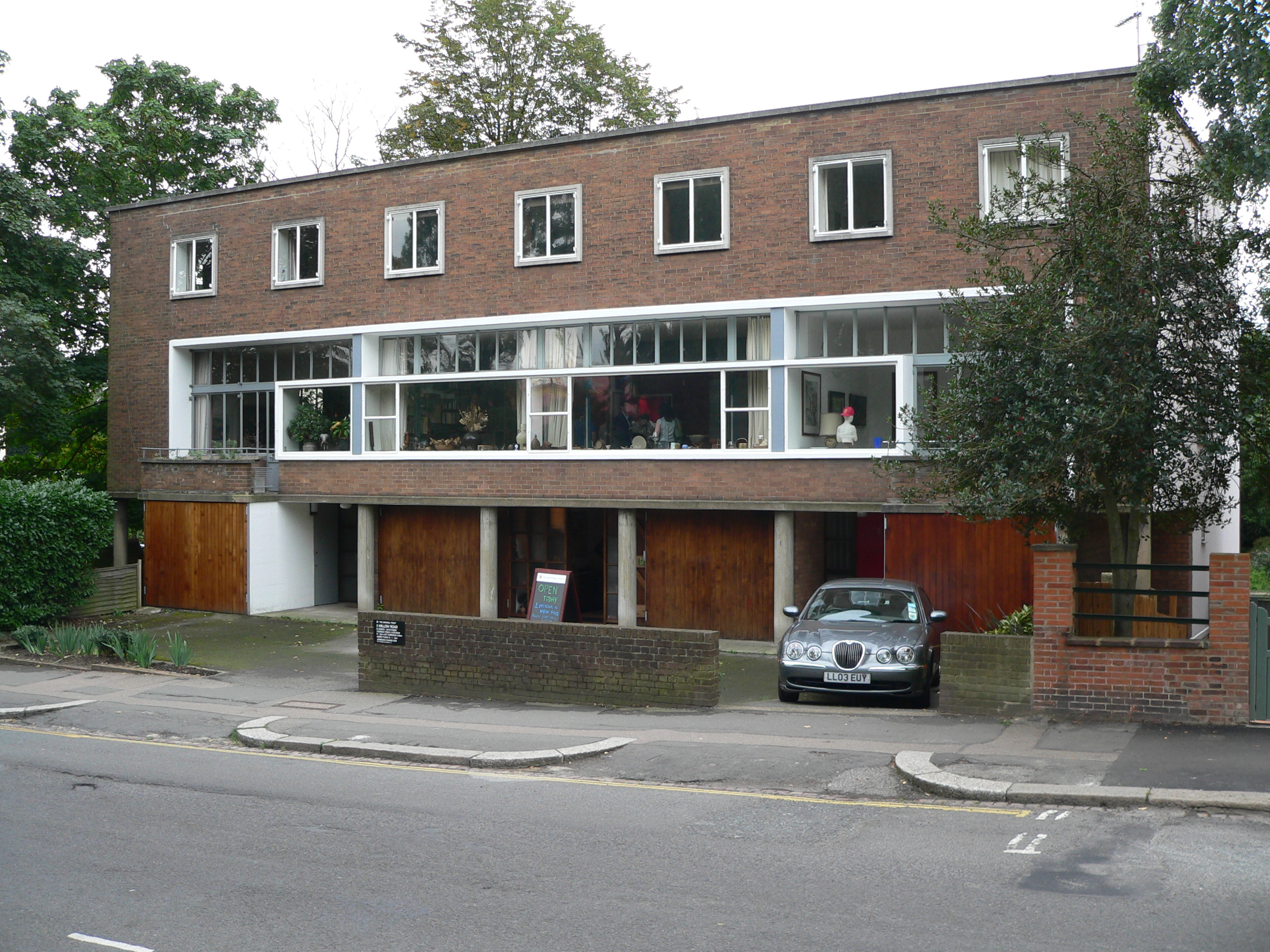
1-3 Willow Road

- Budova divadla Odeon, Elephant and Castle, Londýn
- Balfron Tower, Londýn
- Trellick Tower, Londýn
- Carradale House, Londýn
- Fulton House- v kampusu Swansea University
- Glenkerry House, Londýn
- Základní škola Greenside, Londýn
- Dívčí škola Haggerston, Londýn
- Základní škola Brandlehow, Londýn